# Baringin Pancur Nauli
Baringin Pancur Nauli, afgekort Bp Nauli of BP Nauli, is een plaats in het district Pematang Siantar in de provincie Noord-Sumatra, Indonesië. Het dorp telt 850 inwoners (volkstelling 2010).